# 갑관요
갑관요(蓋寬饒, ? ~ 기원전 60년)는 전한 후기의 관료로, 자는 차공(次公)이며 위군 사람이다.

## 생애
경서에 밝아 군의 문학(文學)이 되었고, 효렴으로 천거되어 낭(郞)이 되었다. 이후 방정(方正)으로 선발되어 공적을 쌓아 간대부(諫大夫)가 되었다. 낭중호장(郞中戶將, 광록훈의 속관)을 대행하던 때에 위장군 장안세와 그의 아들 장팽조를 탄핵하였는데, 무고로 밝혀져서 위사마(衛司馬, 위위의 속관)로 좌천되었다.
당시의 관행으로 위위는 위사마를 심부름꾼으로 쓰고 있었는데, 위사마에 취임한 갑관요는 위위가 자신에게 심부름을 시키자 이를 바로 상서(尙書)에 일러바쳤다. 상서에서는 위위를 문책하였고, 이 일로 관행은 없어졌다.
갑관요는 짧은 옷을 입고, 큰 관과 긴 칼을 차고 몸소 병사들의 숙소를 살펴보고, 환자가 있으면 직접 치료하는 등 위위 휘하의 병사들을 마음을 다하여 보살폈다. 당시 병사들의 복무기간은 1년이었는데, 수천 명의 병사들이 선제에게 1년을 더 근무하게 해달라고 이야기할 정도였다. 이에 선제는 갑관요를 태중대부에 임명하고, 각지의 풍속을 감찰하는 사자로 보냈다. 갑관요는 책무를 다하여 사례교위로 승진하였다.
사례교위가 된 갑관요는 대상을 가리지 않고 탄핵하였다. 안건이 매우 많아 정위가 받아들인 것은 절반 정도였다. 대신과 귀인, 장안에 출장을 온 지방 관리들은 모두 갑관요의 탄핵을 두려워하여 죄를 짓지 않으려 하였다.
갑관요는 강직하고 높은 뜻을 품어, 집안은 가난하였지만 급여의 절반을 관리와 백성들에게 나누어 주었고, 또 자식으로 하여금 일부러 북쪽 변경으로 병역을 보낼 만큼 청렴하였다. 하지만 탄핵을 자주 하여 대신과 귀인들의 원한을 많이 샀고, 선제에게 올린 상주문도 선제의 심기를 거스를 때가 많았다. 선제는 그래도 갑관요를 봐주었으나, 갑관요는 더 이상 승진하지 않았고 도리어 후배가 갑관요보다 높은 관직에 올랐다. 불만을 품은 갑관요는 수많은 상소를 올렸다.
이때 선제는 환관을 중용하고 있었는데, 갑관요는 이를 지적하는 글을 올렸다.
| “ | 지금 성인(聖人)의 도는 스러졌고, 유학(儒學)이 행해지지 않고 있습니다. 죄인을 주공·소공의 지위에 앉히고, 법률이 《시경》·《서경》을 대신하고 있습니다. 오제 시대에는 현인에게 천하를 물려주었고, 삼왕(三王, 하·상·주) 시대에는 자손에게 천하를 물려주었습니다. 공적은 한 번 이루면 사라지는 것이고, 사람이 얻지 못하면 그 자리에 오를 수가 없습니다. | ” |

선제는 갑관요가 자신을 비방하였다고 여겨, 대신들로 하여금 판결을 내리게 하였다.
집금오 현은 갑관요가 선양을 요구한 것으로 해석하여 대역죄라고 주장하였다. 간대부 정창은 갑관요의 충절을 생각하여 변호하였으나, 선제는 결국 갑관요를 체포하게 하였다. 갑관요는 북궐(北闕) 아래에서 칼로 목을 찔러 목숨을 끊었고, 사람들은 이를 가엾게 여겼다.

## 출전
- 반고, 《한서》 권8 선제기·권77 갑제갈유정손무장하전